# صندوق ملی تأمین اجتماعی چین
صندوق ملی تأمین اجتماعی چین (انگلیسی: National Council for Social Security Fund) سازمان دولتی صندوق سرمایه‌گذاری و خدمات رفاهی چینی است، که در سال ۲۰۰۰ تأسیس شد.